# Stapelia praetermissa
Stapelia praetermissa är en oleanderväxtart som beskrevs av Leslie Larry Charles Leach. Stapelia praetermissa ingår i släktet Stapelia och familjen oleanderväxter. Utöver nominatformen finns också underarten S. p. luteola.